# Agostino Veneziano
Pour les articles homonymes, voir Veneziano.
Agostino Veneziano, de son vrai nom Agostino di Musi, dit encore Agostino dei Musi, né à Venise vers 1490 et mort à Rome vers 1540, est un graveur italien prolifique de la Renaissance italienne.

## Biographie
Agostino Veneziano nait à Venise, où il suit une formation artistique, bien que son professeur soit inconnu. Il copie d'abord des estampes d'Albrecht Dürer et de Giulio Campagnola vers 1512-1514, puis produit ses propres œuvres, un peu dans le style de ce dernier. Il séjourne quelque temps à Florence vers 1515-1516. Il déménage à Rome, peut-être dès 1514, et en 1516 rejoint l'atelier de gravure de Marcantonio Raimondi, dont il est l'un des membres les plus importants jusqu'à ce qu'il soit démantelé lors du sac de Rome (1527). Contrairement à beaucoup produites par l'atelier, la plupart des plaques d'Agostino ne sont pas confisquées et fondues par les soldats de Charles Quint, et continuent à être imprimées les années suivantes.
Agostino retourne à Venise après le sac, puis visite Mantoue et Florence avant de retourner à Rome en 1531, y restant jusqu'en 1536 au moins. On suppose qu'il y est mort, bien qu'il n'y ait aucune documentation.
Il est le seul grand personnage dont la carrière s'étende sur toute la période qui voit la naissance de l'estampe comme reproduction, et les débuts de « l'industrialisation » de l'estampe italienne.

## Œuvres

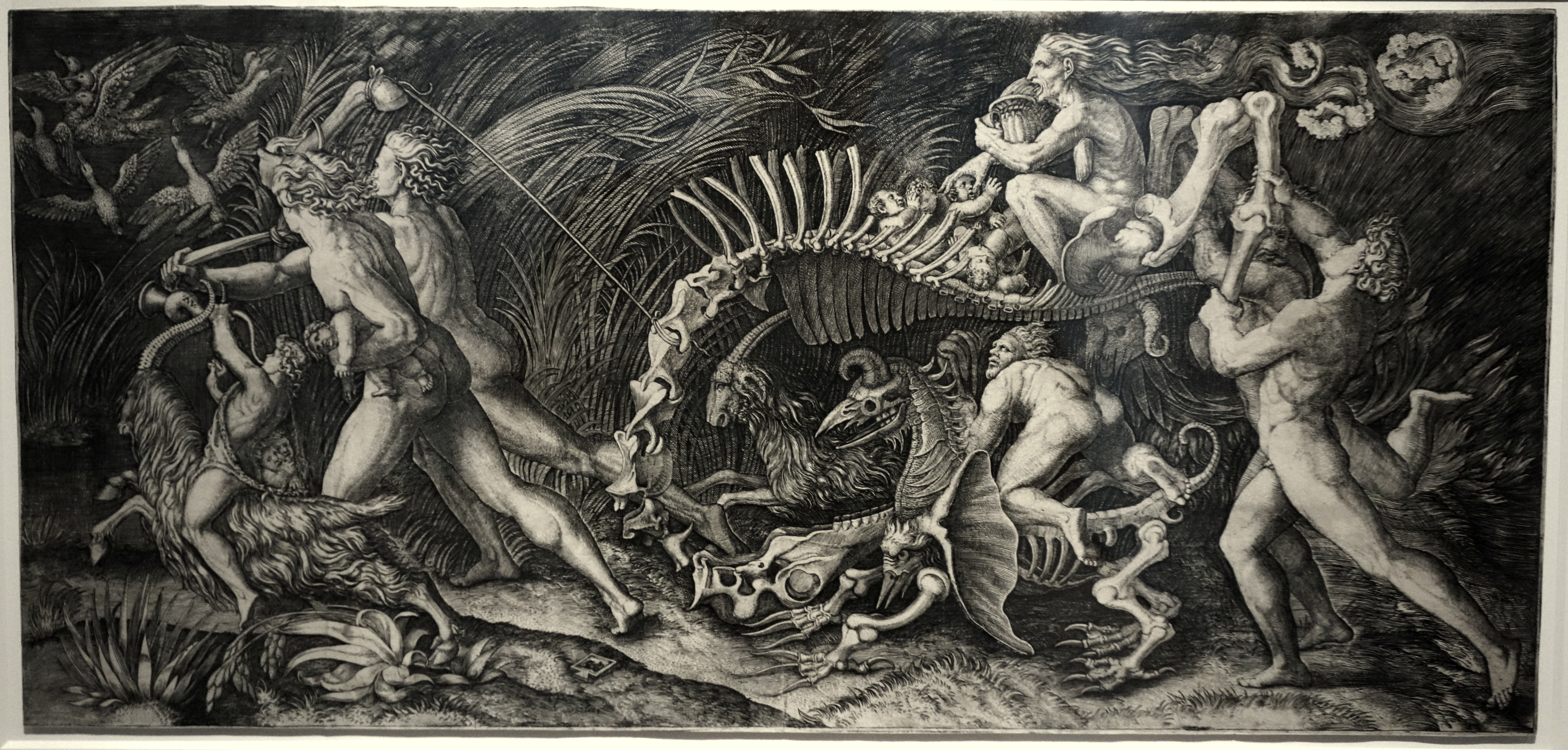
Les Sorciers.

Bien que nombre de ses estampes portent son monogramme, d'autres ne le portent pas ; plusieurs attributions sont contestées, parmi lesquelles peut-être son estampe la plus célèbre, Lo stregozzo (Les Sorciers), une fantaisie extravagante assez atypique de son œuvre. Certaines œuvres sont disputées entre lui et Giulio Campagnola, et plus tard entre lui et Raimondi ou d'autres personnes de son entourage ; sa manière n'a jamais été très individuelle, mais sa technique était suffisamment bonne pour permettre la confusion entre son travail et ceux dont il suivait le style. 
L'Académie de Baccio Bandinelli de 1531 est également une œuvre importante mais ses nombreuses estampes d'après Raphaël et Jules Romain sont les plus connues de ses œuvres à son époque. Son estampe connue sous le nom Les Grimpeurs  (1521) reprend une partie d'un carton de Michel-Ange pour la grande fresque de La Bataille de Cascina pour le Palazzo Vecchio à Florence, jamais achevée. Il réalise une grande série d'estampes de l'histoire de Psyché sur des dessins de Michiel Coxcie.
Sa carrière ne s'est probablement jamais entièrement remise du sac de Rome ; à Venise, ses illustrations pour Sebastiano Serlio n'ont pas été utilisées, bien qu'il ait continué à produire des estampes d'après Raphaël, Giulio Romano et d'autres dans ses dernières années, comme Baccio Bandinelli ou encore Rosso Fiorentino, réalisant parfois de nouvelles versions au burin de ses œuvres plus anciennes. Dans sa dernière période romaine, il produit une série d'estampes de vases antiques, qui sont les premiers exemples des images d'antiquités qui allaient devenir courantes.